# Jon Skolmen
Jon Skolmen (Oslo, 1 de novembre de 1940 – 28 de març de 2019) va ser un actor i comediant noruec que va aparèixer en nombroses pel·lícules noruegues i sueques. Va assolir un especial reconeixement pel seu paper d'Ole Bramserud a Sällskapsresan (1980) contra Lasse Åberg.

## Carrera
Entre 1963 i 1981 Skolmen va treballar per la NRK, on va co-escriure el guió i va aparèixer al programa Rundkast om kringkasting amb Trond Kirkvaag. El programa va guanyar la Rose d'Or i el premi Chaplin del Festival de la Televisió de Montreux de 1976.
També va aparèixer a la televisió infantil britànica. El 1971 va presentar Play School per la BBC, tot i que només una setmana. El 1981 va aparèixer en un especial coproduït per la BBC i la NRK anomenada Jon, Brian, Kirsti and Jon en la qual apareix amb la seva compatriota Kirsti Sparboe, i els músics britànics Brian Cant (coautora del guió amb Skolmen) i Jonathan Cohen.
Skolmen va trobar una gran audiència a la veïna Suècia. Va ser protagonista de les cinc pel·lícules Sällskapsresan amb el personatge Ole Bramserud, el company noruec del personatge principal Stig Helmer-Olsson, interpretat per l'actor suec Lasse Åberg. A la dècada de 1980 també va ser protagonista del programa de comèdia d'esquetxs suecs Nöjesmassakern, que fou retransmès per SVT.
En 2007 Skolmen va tornar a col·laborar amb el seu antic soci Trond Kirkvaag, quan va protagonitzar el sitcom Luftens helter, creada poc abans de la mort de Kirkvaag el mateix any.
Skolmen va rebre el premi honorari Komiprisen per tota la seva carrera el 2009.

## Vida personal i mort
Skolmen era el pare dels actors Christian i Tine Skolmen, germà del director Eli Skolmen Ryg i oncle dels actors Anne Ryg i Hege Schøyen. Va actuar al costat de Schøyen en la comèdia sueca Den ofrivillige golfaren.
Va morir el 28 de març de 2019 als 78 anys.

## Filmografia
- 1980 – Sällskapsresan[12]
- 1985 – ...But the Olsen Gang Wasn't Dead[13]
- 1985 – Sällskapsresan 2 – Snowroller[14]
- 1986 – Plastposen[15]
- 1988 – S.O.S. – En segelsällskapsresa[16]
- 1988 – Folk og røvere i Kardemomme by[17]
- 1991 – Den ofrivillige golfaren[16]
- 1993 – Minns Ni?[18]
- 1993 – Hodet over vannet[19]
- 1999 – Hälsoresan – En smal film av stor vikt[20]
- 2009 – Göta kanal 3 – Kanalkungens hemlighet[21]
- 2011 – The Stig-Helmer Story[22]